# Esteban Batista
Esteban Damián Batista Hernández (* 2. September 1983 in Montevideo, Departamento Montevideo) ist ein uruguayisch-spanischer Basketballspieler. Batista gilt als der erste Basketballspieler des südamerikanischen Staats, der in der am höchsten dotierten Profiliga NBA in den Vereinigten Staaten spielte. Nach zwei Jahren bei den Atlanta Hawks setzte Batista ab 2007 seine Karriere in europäischen Profiligen in Israel, die zum Kontinentalverband FIBA Europa zählen, und Russland fort. In Spanien, wo er bereits vor seiner NBA-Karriere gespielt hatte, erwarb der uruguayische Nationalspieler 2011 die spanische Staatsbürgerschaft. In der Saison 2013/14 spielte er für Panathinaikos Athen in der A1 Ethniki.

## Karriere
Batista begann erst relativ spät, mit 17 Jahren leistungsmäßig Basketball zu spielen, nachdem er sich zuvor sportlich unter anderem als Fußballtorwart versucht hatte. Als Fan des uruguayischen Traditionsvereins CA Welcome fuhr er mit dem Bus 60 km aus seinem damaligen Wohnort Playa Pascual zu Spielen der Mannschaft in die Hauptstadt. Dort wurde man auf den 2,08 m großen Hünen aufmerksam und lud ihn zum Training ein. Batista lernte schnell und arbeitete hart, so dass er ab 2001 in der ersten Mannschaft von CA Welcome spielen durfte. Die uruguayische Meisterschaft verlor man jedoch 2001 und 2002 zweimal knapp gegen Club Atlético Cordón in fünf Spielen der Play-off-Finalserie. Im Jahr darauf spielte er 2003 für den Klub aus Salto und debütierte bei der Basketball-Südamerikameisterschaft 2003 in seiner Heimatstadt in der Nationalmannschaft, die eine Bronzemedaille gewann und sich für die Amerikameisterschaften 2003 qualifizierten. Batista nahm in der ersten Augusthälfte 2003 sodann mit Uruguay an den Panamerikanischen Spielen 2003 teil. Bei dem anschließend in der zweiten Augusthälfte folgenden Qualifikationsturnier für das olympische Basketballturnier 2004 schied man jedoch nach vier Vorrundenniederlagen früh aus.
Nachdem Batista bereits ein Probetraining beim spanischen Erstligisten Joventut de Badalona absolviert hatte, sicherte sich der europäische Spitzenklub Real Madrid die Rechte an Batista und nahm ihn unter Vertrag, um ihn jedoch in der europäischen Saison 2003/04 an den spanischen Drittligisten aus Pozuelo de Alarcón in der LEB 2 zu verleihen. Als Nicht-Europäer hatte es Batista schwer, einen der Ausländerplätze im Kader von Real zu bekommen und konnte sich nur in Trainingsspielen gegenüber seinen Kollegen in der ersten Liga beweisen. Im europäischen Sommer 2004 spielte Batista im erstmals ausgetragenen Torneo Metropolitano für die Basketballmannschaft von Club Nacional für die Qualifikation an der zuvor neu geschaffenen Liga Uruguaya de Básquetbol (LUB). Nacional verlor jedoch die entscheidende Play-off-Serie gegen CSD Sayago. Nachdem Batista mit Uruguay bei den Südamerikameisterschaften 2004 eine Medaille verpasst hatte, spielte er in der LUB, die ihren Spielplan auf den internationalen Basketballkalender der nördlichen Hemisphäre umgestellt hatte, für Trouville, die jedoch die Halbfinalserie gegen seine ehemalige Mannschaft aus Salto verloren, die anschließend erstmals den Titel gewannen. Batista wurde zum Spieler des Jahres in der LUB ernannt. Er kehrte im März 2005 noch einmal nach Spanien zurück, wo er in der zweiten Liga LEB Oro noch acht Einsätze für den Klub Aguas aus Calpe absolvierte. Batista konnte den Aufsteiger jedoch nicht vor dem direkten Abstieg als Tabellenletzter bewahren.
Die Amerikameisterschaft 2005 mit der uruguayischen Nationalmannschaft bedeutete den internationalen Durchbruch für Batista. Obwohl Uruguay nur eins von acht Spielen gewann, beeindruckte Batista individuell mit 18 Punkten und knapp 16 Rebounds pro Spiel. Obwohl Batista keine Erfahrung in der NCAA hatte und in Europa bislang nicht erstklassig gespielt hatte, wurde er vom NBA-Klub Atlanta Hawks unter Vertrag genommen und damit zum ersten uruguayischen Basketballspieler in der bedeutendsten Basketball-Profiliga der Welt. In der NBA konnte er sich als Ergänzungsspieler in 70 Einsätzen in zwei Saisons jedoch nicht festsetzen. Bei der Südamerikameisterschaft 2006 gewann Uruguay nach einer deutlichen Finalniederlage gegen Brasilien die Silbermedaille. Im Folgejahr gehörte Batista dem Aufgebot bei den Panamerikanischen Spielen 2007 an, bei denen sich Uruguay die Bronzemedaille sicherte. Bei der Amerikameisterschaft 2007 belegte die Celeste nach insgesamt drei Siegen einen sechsten Platz. Nachdem er im Sommer 2007 noch bei den Boston Celtics vorgespielt hatte, unterschrieb Batista für die Saison 2007/08 einen Vertrag beim europäischen Spitzenklub Maccabi aus Tel Aviv. Im höchstrangigsten europäischen Vereinswettbewerb EuroLeague 2007/08 verlor man jedoch das Finale gegen PBK ZSKA Moskau. Auch das Finale der israelischen Meisterschaft verlor der Serienmeister überraschend mit einem Punkt Differenz gegen Hapoel Holon. Bei der Südamerikameisterschaft 2008 holte die uruguayische Nationalmannschaft mit Batista nach der Finalniederlage gegen Argentinien erneut eine Silbermedaille. Zu Beginn der folgenden Spielzeit 2008/09 wurde Batistas Vertrag in Israel im November 2008 aufgelöst und er schloss im Dezember 2008 einen Kurzzeitvertrag beim russischen Verein Triumph aus Ljuberzy ab. Nach dem Ende dieses Vertrages ging er im Januar 2009 zunächst zurück nach Südamerika, wo er in Argentinien für CD Libertad aus Sunchales spielte. In der Liga Nacional de Básquetbol reichte es für den Titelverteidiger zum dritten Platz. Bei der Amerikameisterschaft 2009 blieb die uruguayische Nationalmannschaft nach drei Vorrundenerfolgen in der Viertelfinalrunde erneut ohne weiteren Sieg und verpasste damit eine Verbesserung des sechsten Platzes sowie die Qualifikation für die Weltmeisterschaft 2010.
Für die Saison 2009/10 kehrte Batista nach Spanien zurück und spielte in der Liga ACB für den Verein aus Fuenlabrada. Nach zwölf Saisonsiegen reichte es jedoch nur zum 16. und besten Nicht-Abstiegsplatz in der höchsten spanischen Spielklasse. Batista wurde in dieser Spielzeit dreimal als effektivster Spieler zum Spieler des Spieltags ernannt und war am Ende der Hauptrunde mit 8,3 Rebounds pro Spiel bester Spieler in dieser Kategorie in der Liga ACB 2009/10. Bei der Südamerikameisterschaft 2010 reichte es nach der Halbfinalniederlage gegen Titelverteidiger Argentinien für die uruguayische Auswahl noch zur Bronzemedaille. In der folgenden Saison hatte Fuenlabrada einen wesentlich besseren Saisonstart, doch zu Jahresbeginn 2011 kaufte der Ligakonkurrent und spanische Meister Caja Laboral aus Vitoria-Gasteiz Batista aus seinem Vertrag heraus. In der EuroLeague 2010/11 verlor man die Viertelfinal-Play-offs gegen seinen ehemaligen Verein Maccabi Tel Aviv. In der spanischen Meisterschaft kam es diesmal bereits in der Halbfinalserie zum Aufeinandertreffen mit dem FC Barcelona, das zuvor dreimal in Folge die Finalpaarung gewesen war. Barcelona besiegte Titelverteidiger Caja Laboral deutlich in drei Spielen. Bei der Amerikameisterschaft 2011 verlor Uruguay erneut alle Zwischenrundenspiele und belegte nach zwei Vorrundensiegen nur den siebten Platz. Zwar hatte Batista mittlerweile zusätzlich die spanische Staatsbürgerschaft erworben, doch damit wurde er als EU-Inländer auch für Vereine aus anderen europäischen Ligen interessant. So löste Batista seinen noch drei Jahre laufenden Vertrag und wechselte zur Saison 2011/12 in die Türkiye Basketbol Ligi nach Istanbul zu Anadolu Efes SK. In der EuroLeague 2011/12 spielte man in der Runde der 16 besten Mannschaften wenig erfolgreich und schied aus, auch in der nationalen Meisterschaft musste sich der türkische Rekordmeister am Ende in der Finalserie um die Meisterschaft gegen den Lokalrivalen Beşiktaş Milangaz geschlagen geben. Zu Beginn der Saison 2012/13 stellte Anadolu Efes Batista bereits wieder von seinem noch laufenden Vertrag frei, doch dieser fand keinen neuen Verein. Stattdessen spielte er noch weitere wenige Einsätze bei Efes für den verletzten Stanko Barać. Nachdem Batista an der Südamerikameisterschaft 2012 nicht teilgenommen hatte, war er bei der Amerikameisterschaft 2013 wieder in der uruguayischen Auswahl vertreten. Die Nationalmannschaft blieb zum fünften Mal in Folge in der Zwischenrunde ohne Sieg und verpasste nach dem siebten Platz erneut eine Teilnahme an einer globalen Endrunde. Nach zwei titellosen Spielzeiten mit Anadolu Efes, wie bei Maccabi und Caja Laboral zuvor, wechselte Batista zur Saison 2013/14 zum türkischen Ligakonkurrenten und EuroChallenge-Finalisten Pınar Karşıyaka aus Izmir.

## Auszeichnungen
Im Rahmen der Ehrungen der besten uruguayischen Sportler des Zeitraums 2009–2010 („Deportista del Año“) wurde er am 28. März 2011 seitens des Comité Olímpico Uruguayo im Teatro Solís als bester Sportler des Jahres 2010 in der Sparte „Basketball“ ausgezeichnet.